# Château de Shigisan
Le château de Shigisan (信貴山城, Shigisanjō), aujourd'hui détruit, était un château japonais de la période Sengoku, contrôlé par les clans Kizawa et Matsunaga.

## Emplacement
Le château est situé au sommet du mont Shigi, à la limite des provinces de Kawachi et Yamato (aujourd'hui préfecture de Nara). Le shugo (« gouverneur militaire de province ») et ultérieurement daimyo de la province de Yamato dirige la province à partir de Shigisan et exerce un certain contrôle sur les cols stratégiques situés entre Yamato et Kawachi.
L'emplacement est également important pour le Chōgosonshi-ji qui se trouve sur le flanc de montagne, à une certaine distance en dessous du château. Shigisan est la montagne centrale de la secte bouddhiste shingon et passe pour être l'endroit où, en 587, Shōtoku Taishi y défait Mononobe no Moriya à la bataille de Shigisan.

## Histoire
Le château est construit en 1536 par Kizawa Nagamasa qui le commande au nom du clan Hatakeyama et occupe le poste de shugo de la province de Yamato. Il est réparé et agrandi en 1559, par Matsunaga Hisahide, qui le commande au nom du clan Miyoshi. Il mesure alors quelque 700 m du nord au sud et 550 m d'est en ouest et comprend un yagura (tourette) de trois étages. En 1562, cependant, le daimyo de la province de Yamato déménage au château de Tamonyama.
Le château de Shigisan tombe aux mains de membres du clan Miyoshi en 1568 mais est rapidement repris par la suite lorsque l'attention des assaillants est redirigée vers la capitale par les activités d'Oda Nobunaga. Nobunaga assiège le château en 1577, le détruit ce qui entraîne la perte de Matsunaga Hisahide.